# GMA Network
GMA Network, Inc. (познатији као GMA) је филипинска медијска компанија са седиштем у Кезон Ситију. Основао га је 14. јуна 1950. Роберт Ла Ру Стјуарт. Компанија управља неколико радио и телевизијских станица на Филипинима, укључујући GMA, GTV, Super Radyo DZBB 594 и Barangay LS 97.1.